# Dindica tienmuensis
Dindica tienmuensis är en fjärilsart som beskrevs av Chu 1981. Dindica tienmuensis ingår i släktet Dindica och familjen mätare. Inga underarter finns listade i Catalogue of Life.